# Bruzelius (släkt)
Bruzelius är en svensk präst- och akademikersläkt, som härstammar från Ingrid Bengtsdotter från Lilla Kyet i Hångers socken i Småland. Hon var gift första gången med bonden Lars Nilsson (död 1670) på gården Brusås, och andra gången med rusthållaren Per Olsson på Domaryds skattegård i Berga socken.
Släktens namn kommer från gården Brusås i Hångers socken i Småland och bildades efter släktgården av Ingrid Bengtsdotters son, rektorn och prästen Nils Bruzelius.

## Medlemmar av släkten
- Nils Bruzelius (1669–1738) – rektor, samt kyrkoherde i Huaröds församling och Svensköps församling
  - Nils Bruzelius (1709–1788) – kyrkoherde  i Trelleborg och Maglarp
    - Nils Bruzelius (1742–1823) – kyrkoherde i Västra Tommarp och Skegrie, gift med Johanna Charlotta Sommar
      - Nils Bruzelius (1754–1828) – advokatfiskal
      - Magnus Bruzelius (1786–1855) – kemist, samt kyrkoherde i Löderups församling och Hörups församling, gift med Sofia Vilhelmina Johansson (1805–1866)
        - Magnus Ragnar Bruzelius (1832–1902) – zoolog, läkare, gift med Lotty Bruzelius (1855–1941)
        - Sture Bruzelius (1838–1903) – militär och politiker

      - Andreas Bruzelius (1788–1851) – prost
        - Andreas Bruzelius (1824–1906) – prost
          - Andreas Bruzelius (1865–1964) – läkare
            - Andreas Bruzelius (1903–2003) – kapten i artilleriet

          - Fritz Bruzelius (1871–1954) – militär
            - Magnus Bruzelius (1912–2004) – militär

      - Johannes Bruzelius (1793–1860) – kyrkoherde i Västra Tommarp och Skegrie, gift med Sofia Jakobina Kruse (1792–1884)
        - Nils G. Bruzelius (1826–1895) – arkeolog, samt läroverkslärare i Ystad, gift med Ida Charlotta Dyberg (1840–1864) och Karolina Gabriella Alexandra Hallbeck (1844–1927)
          - Nils Bruzelius (1869–1952) – apotekare i Lund, gift med Maria Sandberg (1877–1961)
            - Anders Sommar Bruzelius (1911–2006) – rådman i Lund, gift med Ingrid Hoffmeyer (1908–1984)
              - Karin Maria Bruzelius (född 1941) – domare i Norges högsta domstol
              - Lars Bruzelius (född 1943) – ekonom

        - Anders Johan Bruzelius (1831–1901) – sekreterare i Sundhetskollegiet

      - Arvid Sture Bruzelius (1799–1865) – botanist, professor i medicin, gift med Frederika Maria Berg
        - Gundelach Bruzelius (1842–1917) – jurist och politiker

      - Thure Bruzelius (1801–1876) – lantbrukare
        - Victoria Benedictsson (1850–1888) – författare

    - Johannes Bruzelius (1751–1818) – rektor i Stockholm, gift med Maria Christina Schalén
      - Emanuel Bruzelius (1786–1832) – bokhandlare och boktryckare i Uppsala, gift med Christina Elisabeth Envallsson, dotter till Carl Envallsson.

  - Jonas Bruzelius (1714–1787) – kyrkoherde i Vällinge och Fuglie
    - Nils Bruzelius (1750–1787) - docent i österländska språk, samt rektor i Helsingborg
    - Carl Bruzelius (1762–1836) – lasarettsläkare i Västerås

  - Jonas Bruzelius (1718–1791) – kyrkoherde i Bösarp och Simlinge